# Минамата болест
Минамата болест (јап. 水俣病; Хепберн: Minamata-byō), понекад се назива и Чисо-Минамата болест (チッソ水俣病 Chisso-Minamata-byō), је неуролошка болест изазвана тешким тровањем живом.
Знаци и симптоми укључују атаксију, утрнулост у рукама и стопалима, општу слабост мишића, губитак периферног вида и оштећење слуха и говора. У екстремним случајевима, лудило, парализа, кома и смрт следе у року од неколико недеља од појаве симптома. Урођени облик болести утиче на фетусе у материци, изазивајући микроцефалију, опсежна церебрална оштећења и симптоме сличне онима код церебралне парализе.
Минамата болест је први пут откривена у граду Минамата, префектури Кумамота, у Јапану, 1956. године, па отуда и њено име. Болест је проузрокована испуштањем метил живе у индустријску отпадну воду из хемијске фабрике у власништву компаније Chisso Corporation, које се наставило од 1932. до 1968. Такође је сугерисано да се део живиног сулфата у отпадној води такође метаболише у метил живу од стране бактерија у седименту. Ова високо токсична хемикалија се биоакумулирала и биоувеличала у шкољкама и рибама у заливу Минамата и мору Ширануи, што је, када је поједено од стране локалног становништва, резултирало тровањем живом. Тровање и резултирајућа смрт и људи и животиња наставили су се 36 година, док су Chisso и влада префектуре Кумамото учинили мало да спрече епидемију. Ефекти на животиње су били довољно јаки код мачака да су их назвали као „грозница плесних мачака”.
Од марта 2001. године, за 2.265 жртава је званично призната болест Минамата, а преко 10.000 је добило финансијску надокнаду од Chisso-а. До 2004. године, Chisso је платио 86 милиона долара на име компензације, а исте године му је наређено да очисти своју контаминацију. Дана 29. марта 2010. године, постигнута је нагодба за обештећење још увек несертификованих жртава.
Друга епидемија Минамата болести догодила се у префектури Нигата 1965. Оригинална болест Минамата и Нигата Минамата болест се сматрају двема од четири велике болести загађења у Јапану.
Године 2020. је снимљен биографски филм, Минамата, који је инспирисан индустријским тровањем живом у Минамати.